# Les Muppets, le film
Pour plus de détails, voir Fiche technique et Distribution.
Les Muppets, le film (The Muppet Movie), également intitulé Les Muppets : Ça c'est du cinéma !, est une comédie musicale de marionnettes britanno-américaine. C'est le premier long-métrage des Muppets, réalisé par James Frawley, sorti en 1979.

## Synopsis
Kermit la grenouille vit paisiblement dans son petit marais. Lorsqu'il entend parler d'une grande audition à Hollywood, il se laisse tenter par le voyage et part à bicyclette avec le doux espoir de réaliser ses rêves de star. En chemin, il rencontre une belle actrice, Miss Piggy, un comédien raté, Fozzie l'ours, et toute une série d'individus aussi particuliers que talentueux.
Kermit et sa joyeuse troupe décident bien vite de faire la route ensemble avec la ferme intention de conquérir Hollywood. La chose ne se fait cependant pas sans encombre lorsque le promoteur véreux Doc Hopper se lance à leur poursuite afin de pouvoir engager Kermit pour une nouvelle publicité sur sa chaîne de restaurants spécialisés dans les cuisses de grenouilles.

## Fiche technique
Sauf indication contraire, les informations mentionnées dans cette section peuvent être confirmées par les bases de données cinématographiques IMDb et Allociné,  présentes dans la section « Liens externes ».
- Titre original: The Muppet Movie
- Titre français : Les Muppets : Ça c'est du cinéma ! (sortie cinéma) ; Les Muppets, le film (vidéo)
- Titre québécois : Les Muppets : Ça c'est du cinéma [1]
- Réalisation : James Frawley, assisté de Ron Wright et Penny Adams Flowers
- Scénario : Jack Burns et Jerry Juhl
- Musique : Kenny Ascher et Paul Williams
- Direction artistique : Les Gobruegge
- Décors : Joel Schiller
- Costumes : Gwen Capetanos
- Photographie : Isidore Mankofsky
- Son : Ralph Babcock, David Dockendorf, Charles Lewis, Paul Nelson, Bill Wistrom
- Montage : Christopher Greenbury
- Production : Jim Henson
  - Production déléguée : Lew Grade et Martin Starger
  - Coproduction : David Lazer
- Sociétés de production : Henson Associates (États-Unis) et ITC Films (Royaume-Uni)
- Sociétés de distribution : Associated Film Distributors (États-Unis) ; ITV - Independent Television et Sunn Classic Productions (Royaume-Uni) ; Universal Pictures (Canada) ; Pathé (France)
- Budget : n/a[2]
- Pays de production :  Royaume-Uni,  États-Unis
- Langue originale : anglais
- Format : couleur — 35 mm — 1,85:1 (Panavision) — son Dolby stéréo
- Genre : comédie, musical, aventure, marionnette
- Durée : 95 minutes
- Dates de sortie[3] :
  - Royaume-Uni : 15 juin 1979
  - États-Unis, Québec : 22 juin 1979[1]
  - Canada : 21 décembre 1979
  - France : 2 avril 1980[4]
- Classification :
  - États-Unis : tous publics (G - General Audiences)
  - Royaume-Uni : pour un public de 4 ans et plus (U - Universal - Suitable for all)
  - France : tous publics[5]
  - Québec : tous publics (G - General Rating)[1]

## Distribution

### Acteurs et voix originales
- Charles Durning : Doc Hopper
- Orson Welles : Lew Lord (Lou Seigneur)
- Cloris Leachman : la secrétaire de Lord
- Mel Brooks : le professeur Max Krassmann
- Austin Pendleton : Max
- Tommy Madden : le nain cyclope
- Arnold Roberts : Cowboy
- Milton Berle : Mad Man Mooney
- Dom DeLuise : Bernie
- Elliott Gould : le présentateur du concours de beauté
- Edgar Bergen : lui-même / Charlie McCarthy
- James Coburn : le propriétaire de l'El Sleezo
- Madeline Kahn : la gérante de l'El Sleezo
- Telly Savalas : le dur à l'El Sleezo
- Paul Williams : le pianiste de l'El Sleezo
- Carol Kane : Myth
- Steve Martin : le serveur insolent
- Bob Hope : le vendeur de crème glacée
- Richard Pryor : le vendeur de ballons
- Melinda Dillon : la femme au ballon

et
- Jim Henson : Kermit / Rowlf / Dr. Teeth (Dr Dent) / Waldorf / Swedish Chef (Chef suédois) / Link Hogthrob (Jean Bondyork) (voix et manipulation)
- Frank Oz : Miss Piggy / Fozzie Bear / Animal / Sam the Eagle (voix et manipulation) / Swedish Chef (assistant manipulation)
- Jerry Nelson : Floyd Pepper / Crazy Harry / Robin the Frog / Lew Zealand / Camilla / Blue Frackle (voix et manipulation)
- Richard Hunt : Statler / Janice / Sweetums / Beaker (voix et manipulation) / Scooter (manipulation) / Fozzie Bear (assistant manipulation)
- Dave Goelz : The Great Gonzo (le Grand Gonzo) / Zoot /  Dr. Bunsen Honeydew (Dr Walbec Bunsen) / Doglion (Chienlion) / Nigel (voix et manipulation)
- Steve Whitmire : Fletcher Bird / Scooter (voix et assistant manipulation)
- Carroll Spinney : Big Bird (voix)
- Earl Kress : Ernie (Ernest) / Bert (Bart)
- John Landis : Grover (voix)
- Kathryn Mullen : Camilla (assistant manipulation)
- Michael Earl : Animal / Beaker / Big Bird / Dr. Teeth / Fozzie Bear / Janice / Scooter  (assistant manipulation)
- Bob Payne, Eren Ozker, Caroly Wilcox, Olga Felgemacher, Bruce Schwartz, Buz Suraci, Tony Basilicato, Adam Hunt, Bob Baker, Jerry Juhl, Tim Burton, John Lovelady : manipulation

### Voix françaises
- Michel Elias : Kermit la grenouille / Rowlf le chien / Dr. Teeth (Dr Dent) / Janice la guitariste /  Animal / Floyd le bassiste / le grand oiseau / Sweetum / Crazy Harry
- Perrette Pradier : Miss Piggy
- Roger Lumont : Fozzie l'ours / Lew Seigneur / Sam l'aigle / Robin la grenouille
- Michel Creton : le Grand Gonzo
- Pierre Arditi : le serveur insolent
- Jacques Dynam : Doc Hopper
- Jacques Balutin : le présentateur du concours de beauté
- Serge Sauvion : Pr Max Krassmann / le vendeur de ballons
- José Luccioni : Max / Waldorf
- William Sabatier : Bernie / Lew Zealand / Dr Walbec Bunsen
- Jacques Thébault : le propriétaire de l'El Sleezo
- Henry Djanik : le dur à l'El Sleezo
- Bernard Dhéran : le vendeur de crème glacée

## Sorties cinéma
Source : Internet Movie Database
- Royaume-Uni : 31 mai 1979 (Odeon Leicester Square)
- Royaume-Uni : 15 juin 1979
- États-Unis : 22 juin 1979
- Irlande : 29 juin 1979
- Argentine : 9 août 1979
- Suède : 29 septembre 1979
- Brésil : 5 octobre 1979
- Danemark : 5 octobre 1979
- Italie : 26 octobre 1979
- Australie : 13 décembre 1979
- Portugal : 18 décembre 1979
- Canada : 21 décembre 1979
- Islande : 27 décembre 1979
- Hong Kong : 31 janvier 1980
- Uruguay : 18 février 1980
- Finlande : 14 mars 1980
- Slovénie : 26 mars 1980
- France : 2 avril 1980
- Pays-Bas : 14 mai 1980
- Colombie : 12 juin 1980
- Allemagne de l'Ouest : 12 juin 1980
- Mexique : 3 juillet 1980
- Philippines : 9 avril 1981 (Davao)
- Espagne : 15 juin 1981
- Hongrie : 6 août 1981
- Pologne : 31 juillet 1982
- États-Unis : juin 2009 (Festival du film de Los Angeles)
- Argentine : 9 novembre 2009 (Festival international du film de Mar del Plata)
- États-Unis : 27 juin 2014 (Festival du film de Nantucket)

## Sorties vidéo
- Au Japon, le film Les Muppets sort en LaserDisc le 1er janvier 1981, puis en vidéo le 2 décembre 1994[3].
- En France, le film sort en DVD le 18 août 2005[6]. Deux autres éditions en DVD sont sorties le 18 juillet 2007[7] et le 3 avril 2012[8].

Le film est également sorti en VOD le 17 mai 2021.

## Bande originale
La bande originale du film, écrite et composée par Paul Williams et Kenny Ascher, est sortie chez Atlantic Records.
1. Rainbow Connection - Kermit the Frog (3:15)
2. Movin Right Along - Kermit the Frog & Fozzie Bear (2:57)
3. Never Before, Never Again - Miss Piggy (2:49)
4. I Hope That Somethin' Better Comes Along - Kermit the Frog & Rowlf the Dog (3:58)
5. Can You Picture That ? - Dr Teeth & The Electric Mayhem (2:33)
6. I Hope That Somethin' Better Comes Along - instrumental (2:31)
7. I'm Going to Go Back There Someday - Gonzo (2:55)
8. America - Fozzie Bear (0:53)
9. Animal... Come Back Animal (1:30)
10. Final: The Magic Store - The Muppets (5:17)

## Distinctions
Source : Internet Movie Database et Allociné

### Récompenses
1980
- Academy of Science Fiction, Fantasy and Horror Films - Saturn Awards : meilleur film fantastique

2020
- Online Film and Television Association : meilleur film

2022
- Online Film and Television Association : meilleure chanson (The Rainbow Connection)

### Nominations
1980
- Academy of Science Fiction, Fantasy and Horror Films - Saturn Awards :
  - Meilleur scénario pour Jack Burns et Jerry Juhl
  - Meilleure musique pour Paul Williams
  - Meilleurs effets spéciaux pour Robbie Knott
- Golden Globes : meilleure chanson originale (The Rainbow Connection)
- Prix Hugo : meilleure présentation dramatique
- Oscars :
  - Meilleure chanson originale pour Paul Williams et Kenny Ascher (The Rainbow Connection)
  - Meilleure musique, partition originale de la chanson et son adaptation ou meilleure partition adaptatée pour Paul Williams et Kenny Ascher
- Young Artist Awards :
  - Meilleur divertissement musical mettant en vedette des jeunes
  - Meilleur film mettant en vedette des jeunes

2005
- Satellite Awards : meilleur DVD jeunesse

2014
- Satellite Awards : meilleur Blu-Ray jeunesse

### Conservation
En 2009, le film est sélectionné par le National Film Preservation Board pour conservation au National Film Registry de la Bibliothèque du Congrès, en raison de son apport « culturel, historique ou esthétique » à la culture américaine.

## Suites au cinéma

### Films
Par la suite, plusieurs autres longs-métrages mettant toujours en scène les personnages des Muppets ont été réalisés :
- 1981 : La Grande Aventure des Muppets (The Great Muppet Caper)
- 1984 : Les Muppets à Manhattan (The Muppets Takes Manhattan)
- 1986 : The Muppets: A Celebration of 30 Years (en) (TV)
- 1987 : A Muppet Family Christmas (en) (TV)
- 1990 : The Muppets at Walt Disney World (en) (TV)
- 1992 : Noël chez les Muppets (The Muppet Christmas Carol)
- 1996 : L'Île au trésor des Muppets (Muppet Treasure Island)
- 1999 : Les Muppets dans l'espace (Muppets from Space)
- 2002 : Joyeux Muppet Show de Noël (It's a Very Merry Muppet Christmas Movie) (TV)
- 2002 : Kermit, les années têtard (Kermit's Swamp Years)K7 VIDEO
- 2005 : Le Magicien d'Oz des Muppets (The Muppets' Wizard of Oz) (TV)
- 2011 : Les Muppets, le retour (avec Jason Segel, Amy Adams et Chris Cooper)
- 2014 : Opération Muppets (avec Ricky Gervais, Ty Burrell et Tina Fey)

## À noter
- Cette adaptation au cinéma marque la rencontre des Muppets. Ainsi, on découvre l'origine de chaque protagoniste : Kermit vie en ermite dans un marais ; Fozzie est un comique raté qui joue dans un café malfamé ; Gonzo est un plombier aventureux ; Miss Piggy est un mannequin promis à une grande carrière ; Rowlf est pianiste de bar ; Dr Teeth et sa bande sont des musiciens libres ; enfin le Dr Walbec Bunsen et son assistant poursuivent des expériences dans une petite ville abandonnée dans le désert.
- C'est dans ce film qu'une des premières scènes post-crédits est visible[réf. nécessaire].
- Si les Muppets sont des marionnettes filmées en gros plan la plupart du temps, elles sont animées différemment sur certains plans larges. Par exemple le plan où Kermit roule avec son vélo a été réalisé avec une figurine filmée en stop motion ou encore celui où Kermit et Fozzie dansent sur scène a été fait avec des marionnettes à échelle réduites et maniées par des techniciens dissimulés sous du velour noir permettant l'incrustation dans les plans. Par ailleurs, le design des personnages a été entièrement révisé, bénéficiant non seulement d'une meilleure apparence par rapport à la série mais aussi avec des fils aux bras très peu (voire jamais) visibles à l'écran.
- Lors de leur voyage à bord de la Studebaker, Kermit et Fozzie croisent la route du grand oiseau et lui proposent de l'emmener. Celui-ci refuse car il souhaite se rendre dans l'est. Ce grand oiseau est un des personnages phare de la série 1, rue Sésame dont l'action se passe à New York.
- Edgar Bergen est décédé peu de temps après avoir tourné son apparition dans la séquence du concours de beauté. Le film lui est dédié.
- Dans ce film, les Muppets ne retrouvent pas leurs voix françaises de la série télévisée (Michel Elias remplace Roger Carel).
- En 2009, le film est rentré dans le National Film Registry pour conservation à la Bibliothèque du Congrès  aux États-Unis.